# ISO 3166-2:MP
ISO 3166-2:MP – kody ISO 3166-2 dla Marianów Północnych.
Kody ISO 3166-2 to część standardu ISO 3166 publikowanego przez Międzynarodową Organizację Normalizacyjną. Kody te są przypisywane głównym jednostkom podziału administracyjnego, takim jak np. województwa czy stany, każdego kraju posiadającego kod w standardzie ISO 3166-1. 
Aktualnie (2017) dla Marianów Północnych nie zdefiniowano kodów dla podjednostek administracyjnych, natomiast Mariany Północne jako terytorium nieinkorporowane (terytorium zależne) wchodzące w skład Stanów Zjednoczonych, mają dodatkowo kod ISO 3166-2:US wynikający z podziału terytorialnego tego państwa US-MP.